# Big Hawk Lake
Big Hawk Lake är en sjö i Kanada.   Den ligger i countyt Haliburton County och provinsen Ontario, i den sydöstra delen av landet, 240 km väster om huvudstaden Ottawa. Big Hawk Lake ligger 354 meter över havet. Arean är 3,5 kvadratkilometer. Den sträcker sig 3,6 kilometer i nord-sydlig riktning, och 3,6 kilometer i öst-västlig riktning.
I omgivningarna runt Big Hawk Lake växer i huvudsak blandskog. Runt Big Hawk Lake är det mycket glesbefolkat, med 4 invånare per kvadratkilometer.